# Stenocorus insitivus
Stenocorus insitivus is een keversoort uit de familie van de boktorren (Cerambycidae). De wetenschappelijke naam van de soort werd voor het eerst geldig gepubliceerd in 1824 door Ernst Friedrich Germar.